# Mistrzostwa Świata w Lekkoatletyce 2017 – bieg na 1500 m kobiet
Bieg na 1500 metrów kobiet – jedna z konkurencji biegowych rozegranych podczas lekkoatletycznych mistrzostw świata na Stadionie Olimpijskim w Londynie.

## Terminarz
| Data       | Godzina |            |
| ---------- | ------- | ---------- |
| 4 sierpnia | 19:35   | Eliminacje |
| 5 sierpnia | 19:35   | Półfinały  |
| 7 sierpnia | 21:50   | Finał      |

## Rekordy
Tabela prezentuje rekord świata, rekordy poszczególnych kontynentów, mistrzostw świata, a także najlepszy rezultat na świecie w sezonie 2017 przed rozpoczęciem mistrzostw.
|                            | Zawodniczka       | Wynik   | Miejsce     | Data                  |
| -------------------------- | ----------------- | ------- | ----------- | --------------------- |
| Rekord świata              | Genzebe Dibaba    | 3:50,07 | Monako      | 17 lipca 2015(dts)    |
| Listy światowe             | Sifan Hassan      | 3:50,07 | Hengelo     | 11 czerwca 2017(dts)  |
| Rekord mistrzostw świata   | Tatjana Tomaszowa | 3:58,52 | Saint-Denis | 31 sierpnia 2003(dts) |
| Rekord Afryki              | Genzebe Dibaba    | 3:50,07 | Monako      | 17 lipca 2015(dts)    |
| Rekord Azji                | Qu Yunxia         | 3:50,46 | Pekin       | 11 września 1993(dts) |
| Rekord Ameryki Północnej   | Shannon Rowbury   | 3:56,29 | Monako      | 17 lipca 2015(dts)    |
| Rekord Ameryki Południowej | Letitia Vriesde   | 4:05,67 | Tokio       | 31 sierpnia 1991(dts) |
| Rekord Europy              | Tatjana Kazankina | 3:52,47 | Zurych      | 13 sierpnia 1980(dts) |
| Rekord Australii i Oceanii | Sarah Jamieson    | 4:00,93 | Sztokholm   | 25 lipca 2006(dts)    |

## Minima kwalifikacyjne
Aby zakwalifikować się do mistrzostw, należało wypełnić minimum kwalifikacyjne wynoszące 4:07,50 (uzyskane w okresie od 1 października 2016 do 23 lipca 2017), z uwagi na małą liczbę zawodniczek z minimum, kolejne lekkoatletki zaproszono do występu w mistrzostwach na podstawie lokat na listach światowych.

## Rezultaty

### Eliminacje
Awans: Najlepsze sześć (Q) i sześciu z najlepszymi czasami wśród przegranych (q).
| Pozycja | Bieg | Zawodniczka               | Państwo                 | Czas    | Uwagi |
| ------- | ---- | ------------------------- | ----------------------- | ------- | ----- |
| 1       | 1    | Genzebe Dibaba            | Etiopia                 | 4:02,67 | Q     |
| 2       | 1    | Caster Semenya            | Południowa Afryka       | 4:02,84 | Q,    |
| 3       | 3    | Faith Kipyegon            | Kenia                   | 4:03,09 | Q     |
| 4       | 1    | Winny Chebet              | Kenia                   | 4:03,19 | Q     |
| 5       | 3    | Meraf Bahta               | Szwecja                 | 4:03,23 | Q     |
| 6       | 1    | Angelika Cichocka         | Polska                  | 4:03,27 | Q     |
| 7       | 3    | Sofia Ennaoui             | Polska                  | 4:03,35 | Q,    |
| 8       | 3    | Laura Weightman           | Wielka Brytania         | 4:03,50 | Q     |
| 9       | 3    | Besu Sado                 | Etiopia                 | 4:03,55 | Q     |
| 10      | 3    | Konstanze Klosterhalfen   | Niemcy                  | 4:03,60 | Q     |
| 11      | 1    | Rababe Arafi              | Maroko                  | 4:03,67 | Q     |
| 12      | 1    | Jessica Judd              | Wielka Brytania         | 4:03,73 | Q,    |
| 13      | 3    | Gabriela Stafford         | Kanada                  | 4:04,55 | q,    |
| 14      | 3    | Sara Vaughn               | Stany Zjednoczone       | 4:04,56 | q,    |
| 15      | 1    | Kate Grace                | Stany Zjednoczone       | 4:04,76 | q     |
| 16      | 1    | Nicole Sifuentes          | Kanada                  | 4:05,24 | q,    |
| 17      | 1    | Zoe Buckman               | Australia               | 4:05,44 | q     |
| 18      | 3    | Sarah McDonald            | Wielka Brytania         | 4:05,48 | q,    |
| 19      | 1    | Fantu Worku               | Etiopia                 | 4:05,81 | PB    |
| 20      | 1    | Marta Pérez               | Hiszpania               | 4:05,82 | PB    |
| 21      | 3    | Solange Pereira           | Hiszpania               | 4:06,63 |       |
| 22      | 1    | Amela Terzić              | Serbia                  | 4:08,55 |       |
| 23      | 2    | Sifan Hassan              | Holandia                | 4:08,89 | Q     |
| 24      | 2    | Jennifer Simpson          | Stany Zjednoczone       | 4:08,92 | Q     |
| 25      | 2    | Gudaf Tsegay              | Etiopia                 | 4:08,96 | Q     |
| 26      | 2    | Laura Muir                | Wielka Brytania         | 4:08,97 | Q     |
| 27      | 3    | Georgia Griffith          | Australia               | 4:08,99 |       |
| 28      | 2    | Malika Akkawi             | Maroko                  | 4:09,05 | Q     |
| 29      | 3    | Margherita Magnani        | Włochy                  | 4:09,15 |       |
| 30      | 2    | Hanna Klein               | Niemcy                  | 4:09,32 | Q     |
| 31      | 2    | Karoline Bjerkeli Grøvdal | Norwegia                | 4:09,56 |       |
| 32      | 2    | Marta Pen Freitas         | Portugalia              | 4:10,22 |       |
| 33      | 2    | Linden Hall               | Australia               | 4:10,51 |       |
| 34      | 1    | Ciara Mageean             | Irlandia                | 4:10,60 |       |
| 35      | 2    | Claudia Bobocea           | Rumunia                 | 4:11,20 |       |
| 36      | 3    | Muriel Coneo              | Kolumbia                | 4:11,98 | SB    |
| 37      | 2    | Meryem Akda               | Turcja                  | 4:12,51 |       |
| 38      | 2    | Sheila Reid               | Kanada                  | 4:13,12 |       |
| 39      | 2    | Judy Kiyeng               | Kenia                   | 4:13,65 |       |
| 40      | 2    | Esther Chebet             | Uganda                  | 4:14,12 |       |
| 41      | 3    | Tamara Amroush            | Jordania                | 4:21,81 |       |
| 42      | 2    | Eliane Saholinirina       | Madagaskar              | 4:23,56 | SB    |
| 43      | 3    | Angelina Nadi             | Reprezentacja uchodźców | 4:33,54 | PB    |
| -       | 1    | Simona Vrzalová           | Czechy                  | DNF     |       |

### Półfinał
Kwalifikacja: Pierwsze pięć z każdego biegu (Q) i dwie z najlepszymi czasami wśród przegranych (q).
| Pozycja | Bieg | Zawodniczka             | Państwo           | Czas    | Uwagi |
| ------- | ---- | ----------------------- | ----------------- | ------- | ----- |
| 1       | 1    | Faith Kipyegon          | Kenia             | 4:03,54 | Q     |
| 2       | 1    | Laura Muir              | Wielka Brytania   | 4:03,64 | Q     |
| 3       | 2    | Sifan Hassan            | Holandia          | 4:03,77 | Q     |
| 4       | 1    | Caster Semenya          | Południowa Afryka | 4:03,80 | Q     |
| 5       | 1    | Angelika Cichocka       | Polska            | 4:03,96 | Q     |
| 6       | 2    | Meraf Bahta             | Szwecja           | 4:04,04 | Q     |
| 7       | 1    | Hanna Klein             | Niemcy            | 4:04,45 | Q     |
| 8       | 1    | Genzebe Dibaba          | Etiopia           | 4:05,33 | q     |
| 9       | 2    | Jennifer Simpson        | Stany Zjednoczone | 4:05,40 | Q     |
| 10      | 2    | Laura Weightman         | Wielka Brytania   | 4:05,63 | Q     |
| 11      | 2    | Malika Akkawi           | Maroko            | 4:05,73 | Q     |
| 12      | 1    | Rababe Arafi            | Maroko            | 4:05,75 | q     |
| 13      | 2    | Sofia Ennaoui           | Polska            | 4:05,80 |       |
| 14      | 1    | Zoe Buckman             | Australia         | 4:05,93 |       |
| 15      | 2    | Winny Chebet            | Kenia             | 4:06,29 |       |
| 16      | 2    | Konstanze Klosterhalfen | Niemcy            | 4:06,58 |       |
| 17      | 2    | Sarah McDonald          | Wielka Brytania   | 4:06,73 |       |
| 18      | 2    | Sara Vaughn             | Stany Zjednoczone | 4:06,83 |       |
| 19      | 2    | Besu Sado               | Etiopia           | 4:07,65 |       |
| 20      | 1    | Nicole Sifuentes        | Kanada            | 4:07,92 |       |
| 21      | 2    | Gabriela Stafford       | Kanada            | 4:08,51 |       |
| 22      | 1    | Jessica Judd            | Wielka Brytania   | 4:10,14 |       |
| 23      | 1    | Kate Grace              | Stany Zjednoczone | 4:16,70 |       |
| 24      | 1    | Gudaf Tsegay            | Etiopia           | 4:22,01 |       |

### Finał
| Pozycja | Zawodniczka       | Państwo           | Czas    | Uwagi |
| ------- | ----------------- | ----------------- | ------- | ----- |
| 01 !    | Faith Kipyegon    | Kenia             | 4:02,59 |       |
| 02 !    | Jennifer Simpson  | Stany Zjednoczone | 4:02,76 |       |
| 03 !    | Caster Semenya    | Południowa Afryka | 4:02,90 |       |
| 4.      | Laura Muir        | Wielka Brytania   | 4:02,97 |       |
| 5.      | Sifan Hassan      | Holandia          | 4:03,34 |       |
| 6.      | Laura Weightman   | Wielka Brytania   | 4:04,11 |       |
| 7.      | Angelika Cichocka | Polska            | 4:04,16 |       |
| 8.      | Rababe Arafi      | Maroko            | 4:04,35 |       |
| 9.      | Meraf Bahta       | Szwecja           | 4:04,76 |       |
| 10      | Malika Akkawi     | Maroko            | 4:05,87 |       |
| 11      | Hanna Klein       | Niemcy            | 4:06,22 |       |
| 12      | Genzebe Dibaba    | Etiopia           | 4:06,72 |       |